# Jednota (Lotyšsko)
Jednota (lotyšsky Vienotība) je středopravicová liberálně konzervativní politická strana v Lotyšsku. Je členem Evropské lidové strany. Byla založena 6. srpen 2011 a patří k nejsilnějším lotyšským stranám. Od roku 2011 je její předsedkyní Solvita Āboltiņa.
V parlamentních volbách v roce 2014 získala Jednota 21,87 % hlasů a 23 mandátů v 100členném lotyšském parlamentu. Strana a to je předchůdci byli ve vládě od roku 2009.

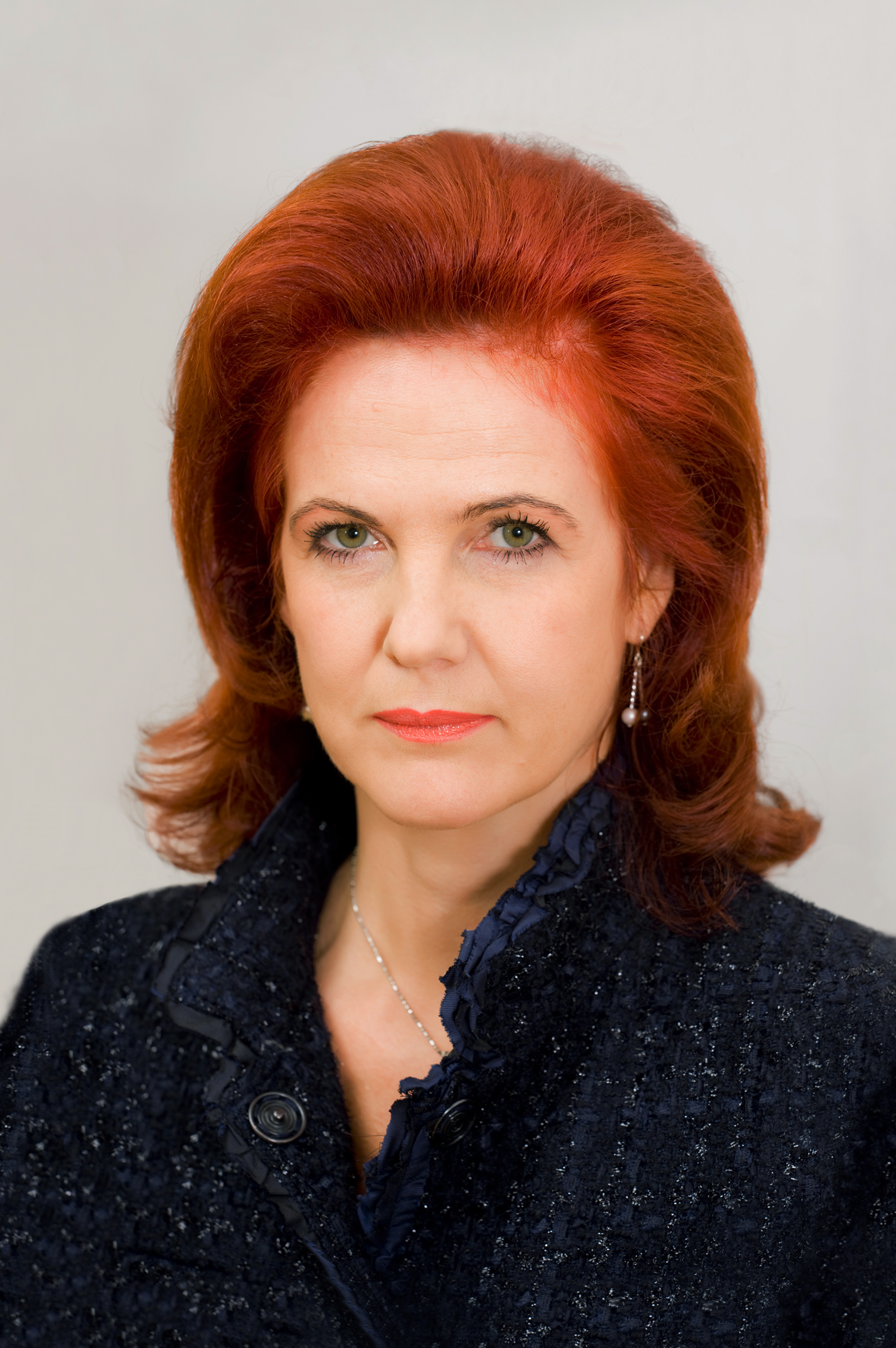
Solvita Āboltiņa (2011)